# Izotopová geochemie
Izotopová geochemie se zabývá studiem izotopického složení chemických prvků v geologických materiálech – horninách, minerálech, zbytcích organismů, ale i v hydrosféře a atmosféře. S ohledem na odlišnou metodiku stanovení a různé aplikace se izotopová geologie tradičně dělí na dvě sféry.
- Geochemie stabilních izotopů: S, C, N, O, H atd. Pomocí jejichž izotopů je možné sledovat procesy frakcionace prvků v exogenní zóně, měřit teploty hydrotermálních a metamorfních procesů nebo studovat původ těchto prvků v minerálech a horninách.
- Geochemie radiogenních izotopů: Sr, Nd, Hf, Os, Pb (produkty radioaktivního rozpadu, obvykle středně těžké a těžké prvky). Často odlišné geochemické vlastnosti mateřských prvků a jejich radiogenních produktů jsou příčinou odlišného izotopického složení a vývoje jednotlivých zemských rezervoárů. Relativní zastoupení těchto izotopů v minerálech a horninách je obvykle dobrým indikátorem jejich původu. Izotopické složení sedimentů odráží složení kůry, ze které byly tyto horniny odvozeny, eventuálně složení mořské vody, se kterou ekvilibrovaly.[1]